# Dueville
Dueville – miejscowość i gmina we Włoszech, w regionie Wenecja Euganejska, w prowincji Vicenza.
Według danych na rok 2004 gminę zamieszkiwało 13 080 osób, 654 os./km².

## Współpraca
- Calatayud, Hiszpania
- Schorndorf, Niemcy
- Tulle, Francja